# Parlement du Tchad
Palais de la démocratie
Le Parlement du Tchad est l'organe législatif bicaméral de la république du Tchad.
Ses deux chambres sont :
- L'Assemblée nationale, formant sa chambre basse ;
- Le Sénat, étant sa chambre haute

## Histoire parlementaire
| Date        | Constitution                | Chambre haute                       | Chambre basse                       |
| ----------- | --------------------------- | ----------------------------------- | ----------------------------------- |
| 1960-1975   | Constitution de 1960        | Assemblée nationale                 | Assemblée nationale                 |
| 1978-1982   | Constitution de 1978        | Conseil national de l'Union         | Conseil national de l'Union         |
| 1982-1989   | Constitution de 1982        | Conseil national consultatif        | Conseil national consultatif        |
| 1991-1993   | Charte nationale provisoire | Conseil provisoire de la République | Conseil provisoire de la République |
| 1993-1997   | Charte de la transition     | Conseil supérieur de transition     | Conseil supérieur de transition     |
| 1997-2018   | Constitution de 1996        | Assemblée nationale                 | Assemblée nationale                 |
| 2018-2020   | Constitution de 2018        | Assemblée nationale                 | Assemblée nationale                 |
| 2020-2021   | Constitution de 2018        | Sénat                               | Assemblée nationale                 |
| 2021-2025   | Charte de la transition     | Conseil national de transition      | Conseil national de transition      |
| Depuis 2025 | Constitution de 2023        | Sénat                               | Assemblée nationale                 |